# Jorge Lavandero Eyzaguirre
Jorge Lavandero Eyzaguirre (Santiago, 1 de diciembre de 1899-1980) fue un empresario y político chileno.

## Primeros años de vida
Fueron sus padres Exequiel Lavandero Enríquez y Ana Eyzaguirre Gormaz. Se casó con Rebeca Illanes Benítez y tuvieron dos hijos, uno de ellos Jorge Exequiel también fue parlamentario, hasta septiembre de 1973 y de regreso a la democracia, entre 1990 y 2005. En segundo matrimonio, se casó con Marta Pascal, su hijo Exequiel es un destacado actor. 
Desde 1936 trabajó como corredor de ganado y en el comercio de frutos del país y propiedades, bajo la razón social de Jorge Lavandero y Cía. Ltda.
Fue socio del Club de La Unión.

## Carrera política
Constituyó el Movimiento Nacional Independiente, que en 1956 se integró al Partido Nacional; fue parte de su directiva en los inicios del partido, en agosto de 1956. En 1958 los nacionales se integraron al Partido Nacional Popular (PANAPO).
Fue elegido senador por la Novena Agrupación Provincial "Valdivia, Osorno, Llanquihue, Chiloé, Aysén y Magallanes", por el período 1953 a 1961; integró la Comisión Permanente de Economía y Comercio; la de Obras Públicas y Vías de Comunicación y la de Hacienda. También integró la Comisión Mixta de Presupuestos en 1953; 1954; 1957; 1958 y 1959. Formó parte del Comité Parlamentario del PANAPO en los periodos 1958-1959; 1959; 1959-1960; 1960-1961.
Una de las mociones más importantes presentadas entre varios parlamentarios y de la cual formó parte Lavandero, dice relación con el restablecimiento del puerto libre de Punta Arenas, Ley N°12.008, del 23 de febrero de 1956. Asimismo, se autorizó la erección de un monumento en Santiago, al prócer hondureño Francisco Morazán, Ley N°12.665, de 6 de noviembre de 1957.